# Giuseppe Ferdinando Brivio
Giuseppe Ferdinando Brivio (Milan, 1699 - Milan, 1758) est un compositeur, chef d'orchestre, violoniste et professeur de chant italien. Il est surtout connu pour ses opéras. Son œuvre reflète une expressivité naturelle et utilise des figures musicales similaires à celles d'Antonio Vivaldi.

## Biographie
Giuseppe Ferdinando Brivio naît sans doute à Milan à la fin du XVIIe siècle. Les données relatives à Brivio sont extraites d'un document de la cour où, en 1720, est attestée sa position en tant que premier violon au palais royal de Milan. Il est nommé un peu plus tard directeur musical du théâtre du palais royal, où il reste jusqu'au 13 octobre 1732, avant d'y revenir de 1738 à 1742. Au Teatro Ducale son premier opéra, Ipermestra, est créé le 6 décembre 1727. Dans l'intervalle, à Milan, il fonde une école de chant. Parmi ses disciples les plus célèbres sont les sopranos Giulia Frasi et Caterina Visconti.
Giuseppe Brivio poursuit la composition de cinq opéras : L'Olimpiade (création le 5 mars 1737, au Teatro Regio, à Turin), Artaserse (création le 2 juin 1738, Teatro Obizzi à Padoue), Merope (création le 26 décembre 1738, au Teatro Ducale de Milan) et La Germania trionfante in Arminio (création le 2 mai 1739, le Teatro Ducale de Milan). Sa musique est aussi utilisée dans trois pasticci montés sur la scène du King's Theatre, d'Haymarket, à Londres courant 1740 ; suivent, Gianguir (création le 2 novembre 1742), Mandane (création le 12 décembre 1742) et L'incostanza delusa (création le 9 février 1745), qui contient quelques arias écrites par le Comte de Saint-Germain. La dernière œuvre théâtrale utilisant sa musique est un pasticcio, L'Olimpiade, créée au Teatro Marsigli-Rossi, Bologne le 10 mai 1755.
En plus des opéras, Brivio produit une petite quantité de musique instrumentale. L'un de ses deux concertos pour violon connus a été inclus dans une publication de musique italienne de Pierre Philibert de Blancheton, aux côtés d'autres compositeurs, Angelo Maria Scaccia et Carlo Zuccari.